# Timmy T
Timmy T, właśc. Timothy Torres (ur. 21 września 1967 we Fresno w Kalifornii) – amerykański muzyk popowy i wokalista.
Karierę rozpoczął w latach 80. w lokalnym zespole wykonującym muzykę rap. Na pierwszym profesjonalnym singlu znalazł się utwór „Time After Time”, od którego pochodzi tytuł debiutanckiego albumu z 1990. Najbardziej znany przebój muzyka to „One More Try”, który w 1991 doszedł do 1. miejsca na liście przebojów Billboard Hot 100.

## Dyskografia
- 1991: Time After Time
- 1992: All for Love